# ادر میلیتائو
ادر گابریل میلیتائو (پرتغالی: Éder Gabriel Militão؛ زادهٔ ۱۸ ژانویهٔ ۱۹۹۸) بازیکن فوتبال اهل برزیل است که در پست مدافع میانی برای باشگاه رئال مادرید در برزیل و تیم ملی برزیل بازی می‌کند.

## سابقه باشگاهی

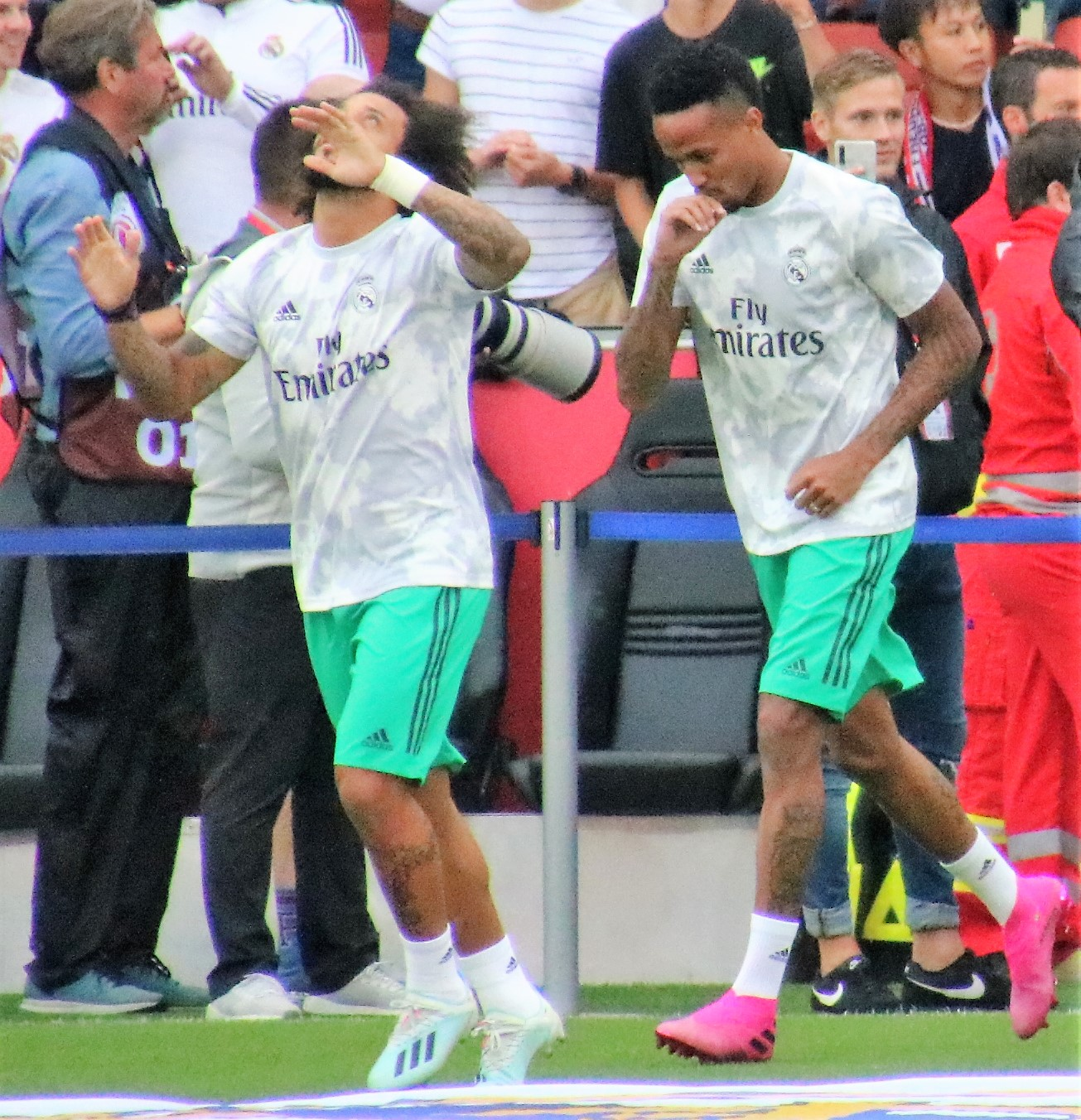
ادرمیلیتائو و مارسلو

از باشگاه‌هایی که در آن بازی کرده‌است می‌توان به سائو پائولو و پورتو اشاره کرد. او اکنون برای باشگاه فوتبال رئال مادرید در لالیگا بازی می‌کند.
او هنگامی که در پورتو بازی می‌کرد توسط یونی کالافات استعدادیاب حوزه بین‌الملل رئال مادرید به باشگاه معرفی شد و در نهایت توسط زین‌الدین زیدان سرمربی وقت باشگاه به ماتیس دی لیخت ترجیح داده شد و در تابستان ۲۰۱۹ با قراردادی ۶ ساله به مبلغ ۵۰ میلیون یورو به رئال مادرید پیوست. البته نباید فراموش کرد که در آن موقع دی لیخت بهتر از میلیتائو بود ولی زیدان این ریسک را کرد و حالا میلیتائو قلب دفاع رئال در کنار بازیکنانی بزرگ همچو داوید آلابا و آنتونیو رودیگر بازی می‌کند.

## سابقه ملی
وی همچنین در تیم ملی فوتبال برزیل - برزیل (تیم ملی) بازی کرده‌است.

## آمار باشگاهی
تا تاریخ ۱۲ اوت ۲۰۲۳
| عملکرد            | عملکرد            | عملکرد            | لیگ       | لیگ       | جام      | جام      | قاره‌ای | قاره‌ای | سایر | سایر | مجموع | مجموع |
| فصل               | باشگاه            | لیگ               | بازی      | گل        | بازی     | گل       | بازی   | گل     | بازی | گل   | بازی  | گل    |
|                   |                   |                   | لیگ کشوری | لیگ کشوری | جام حذفی | جام حذفی | اروپا  | اروپا  | دیگر | دیگر | مجموع | مجموع |
| ----------------- | ----------------- | ----------------- | --------- | --------- | -------- | -------- | ------ | ------ | ---- | ---- | ----- | ----- |
| ۲۰۱۷              | سائوپائولو        | سری آ             | ۲۲        | ۲         | ۰        | ۰        | ۰      | ۰      | ۰    | ۰    | ۲۲    | ۲     |
| ۲۰۱۸              | سائوپائولو        | سری آ             | ۱۳        | ۱         | ۶        | ۱        | ۲      | ۰      | ۱۴   | ۰    | ۳۵    | ۲     |
| مجموع سائوپائولو  | مجموع سائوپائولو  | مجموع سائوپائولو  | ۳۵        | ۳         | ۶        | ۱        | ۲      | ۰      | ۱۴   | ۰    | ۵۷    | ۴     |
| ۲۰۱۸–۲۰۱۹         | پورتو             | لیگ پرتغال        | ۲۹        | ۳         | ۶        | ۰        | ۹      | ۲      | ۰    | ۰    | ۴۴    | ۵     |
| مجموع پورتو       | مجموع پورتو       | مجموع پورتو       | ۲۹        | ۳         | ۶        | ۰        | ۹      | ۲      | ۰    | ۰    | ۴۴    | ۵     |
| ۲۰۱۹–۲۰۲۰         | رئال مادرید       | لالیگا            | ۱۵        | ۰         | ۲        | ۰        | ۳      | ۰      | ۰    | ۰    | ۲۰    | ۰     |
| ۲۰۲۰–۲۰۲۱         | رئال مادرید       | لالیگا            | ۱۴        | ۱         | ۱        | ۱        | ۶      | ۰      | ۰    | ۰    | ۲۱    | ۲     |
| ۲۰۲۱–۲۰۲۲         | رئال مادرید       | لالیگا            | ۳۴        | ۱         | ۲        | ۱        | ۱۲     | ۰      | ۲    | ۰    | ۵۰    | ۲     |
| ۲۰۲۲–۲۰۲۳         | رئال مادرید       | لالیگا            | ۳۳        | ۵         | ۶        | ۱        | ۹      | ۱      | ۳    | ۰    | ۵۱    | ۷     |
| ۲۰۲۳–۲۰۲۴         | رئال مادرید       | لالیگا            | ۱         | ۰         | ۰        | ۰        | ۰      | ۰      | ۰    | ۰    | ۱     | ۰     |
| مجموع رئال مادرید | مجموع رئال مادرید | مجموع رئال مادرید | ۹۷        | ۷         | ۱۱       | ۳        | ۳۰     | ۱      | ۵    | ۰    | ۱۴۳   | ۱۱    |
| مجموع آمار        | مجموع آمار        | مجموع آمار        | ۱۶۱       | ۱۳        | ۲۳       | ۴        | ۴۱     | ۳      | ۱۹   | ۰    | ۲۴۴   | ۲۰    |

### آمار پاس گل
| فصل       | تیم         | پاس گل |
| --------- | ----------- | ------ |
| ۲۰۱۸      | سائوپائولو  | ۲      |
| ۲۰۱۸–۲۰۱۹ | پورتو       | ۴      |
| ۲۰۱۹–۲۰۲۰ | رئال مادرید | ۱      |
| ۲۰۲۰–۲۰۲۱ | رئال مادرید | ۱      |
| مجموع     | مجموع       | ۸      |

## آمار ملی

### بازی‌های ملی
تا تاریخ ۲۰ ژوئن ۲۰۲۳
| برزیل | برزیل | برزیل |
| سال   | بازی  | گل    |
| ----- | ----- | ----- |
| ۲۰۱۸  | ۱     | ۰     |
| ۲۰۱۹  | ۷     | ۰     |
| ۲۰۲۱  | ۱۱    | ۱     |
| ۲۰۲۲  | ۸     | ۰     |
| ۲۰۲۳  | ۳     | ۱     |
| مجموع | ۳۰    | ۲     |

### گل‌های ملی
| شماره | تاریخ        | میزبان  | بازی ملی | حریف    | نتیجه | رقابت            |
| ----- | ------------ | ------- | -------- | ------- | ----- | ---------------- |
| ۱     | ۲۷ ژوئن ۲۰۲۱ | گویانیا | ۱۳       | اکوادور | ۱–۱   | کوپا آمریکا ۲۰۲۱ |
| ۲     | ۱۷ ژوئن ۲۰۲۳ | بارسلون | ۲۹       | گینه    | ۴–۱   | دوستانه          |

## افتخارات

### باشگاهی

#### رئال مادرید
- لالیگا: ۲۰۱۹–۲۰۲۰، ۲۰۲۱–۲۰۲۲، ٢٠٢٣–٢٠٢٠٤
- سوپر جام فوتبال اسپانیا: ۲۰۱۹ ۲۰۲۱ ٢٠٢٤

۲۰۲۲(مقام دوم)
- لیگ قهرمانان اروپا: ۲۰۲۱–۲۰۲۲، ٢٠٢٣–٢٠٢٤
- سوپر جام اروپا:۲۰۲۲ ٢٠٢٤
- جام باشگاه‌های جهان:۲۰۲۲

### ملی

#### برزیل
- کوپا آمریکا: ۲۰۱۹

### فردی
- تیم فصل لیگ برتر پرتغال: ۲۰۱۸–۲۰۱۹